# Pinacoteca civica Fortunato Duranti
La Pinacoteca civica "Fortunato Duranti" è situata nel comune di Montefortino, in provincia di Fermo.

Il museo, allestito presso il palazzo Leopardi, nel centro storico del capoluogo, è suddiviso in tre sezioni, corrispondenti ai tre piani:
- Primo piano:Museo della fauna dei Monti Sibillini.
- Secondo Piano:i dipinti della collezione dell'artista locale Fortunato Duranti (al quale è intitolata la Pinacoteca).
- Terzo piano: Museo dell'arte sacra.

Dal 2008 il palazzo ospita anche la sede della "Casa del Parco" di Montefortino.
In seguito al terremoto del 2016 la struttura è rimasta chiusa per inagibilità. Molte opere sono state trasferite temporaneamente presso Palazzo Campana a Osimo per la mostra "Capolavori Sibillini, l’arte nei luoghi colpiti dal terremoto".

## Palazzo Leopardi
Edificio cinquecentesco situato nella parte meridionale del centro storico di Montefortino, il palazzo Leopardi (erroneamente designato come "palazzo Duranti") venne fatto costruire nel XVI secolo dagli esponenti di un ramo cadetto della nota famiglia di Recanati. La sua realizzazione avvenne per volontà di Ser Desiderio Leopardi, Conte Palatino ed estensore delle leggi Municipali di Montefortino, il quale scelse il palazzo come dimora provvisoria dei Vescovi fermani durante le visite pastorali.

Il palazzo presenta una facciata rinascimentale in mattoni, con cornici marcapiano in travertino e finestre con timpano arcuato; al centro è un portale con bugnato e con chiave d'arco scolpita a testa di fauno e stemma dei Leopardi, sormontato da un balcone sorretto da mensole e con ringhiera in ferro battuto.
La famiglia Leopardi vi risiedette fino al 1815, quando l'edificio venne acquistato dalla famiglia Denti, e in seguito, nel 1830, dalla famiglia Duranti, grandi proprietari terrieri originari della frazione di Vetice, omonimi dell'artista al quale è intitolata la Pinacoteca, sebbene non imparentati. Il palazzo venne infine acquistato nel 1970 dal Comune di Montefortino. Ai Duranti rimase una piccola ala del palazzo, che tuttora ospita abitazioni private.
Negli anni 2000 il Comune ammodernò l'edificio con restauri e varie modifiche strutturali interne ed esterne, dopo avervi allestito la pinacoteca, inaugurata il primo maggio del 1996, esponendovi le opere della collezione donata dall'artista fortinese Fortunato Duranti, fino a quel momento conservate nell'edificio municipale.

In una abitazione del centro storico nei pressi del palazzo, inciso su una pietra è visibile il nome di Luigi Duranti, padre di Fortunato ad indicare la casa in cui la famiglia dell'artista visse.

## Le collezioni

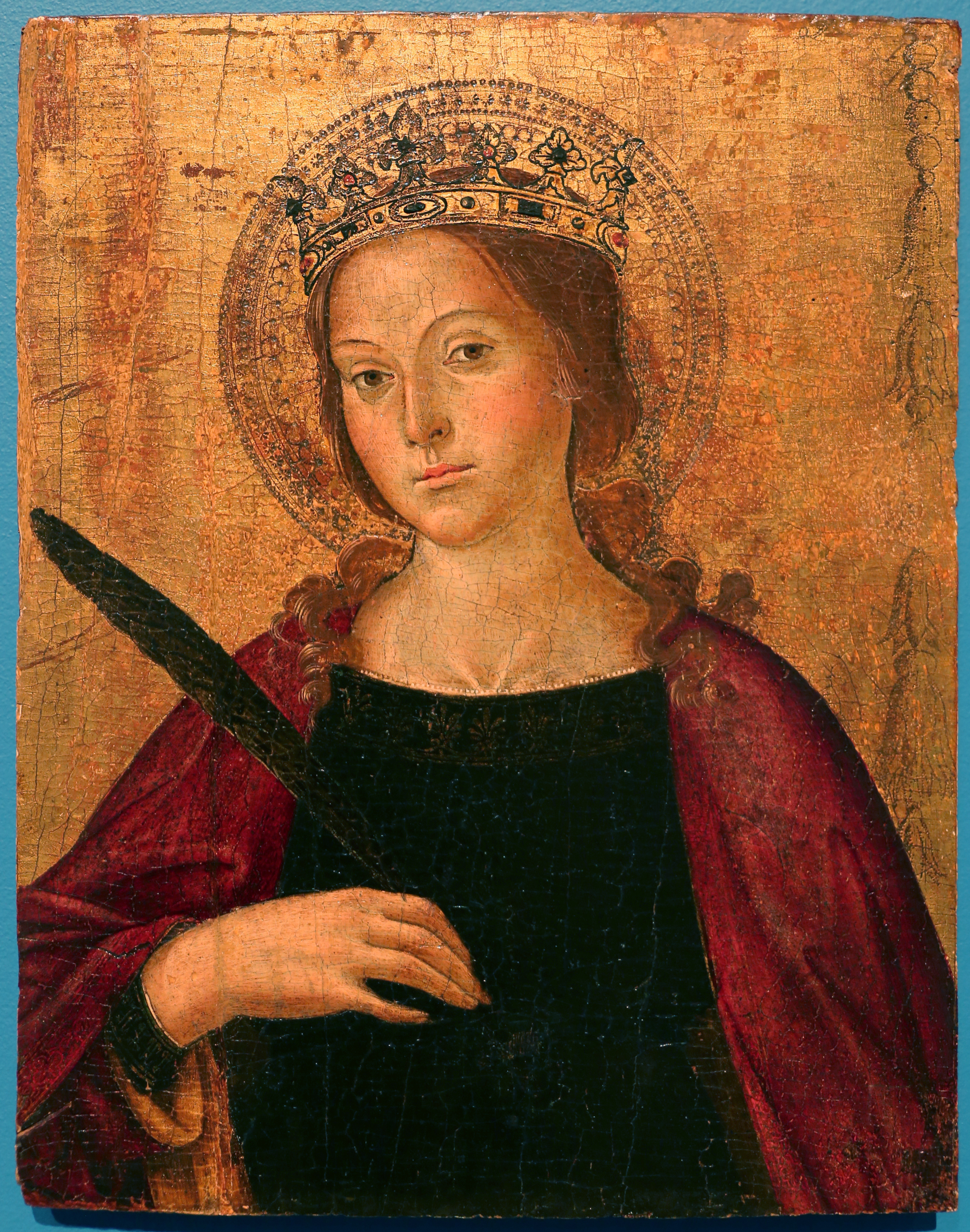
Antoniazzo Romano, Santa Caterina

Le opere provengono dalla collezione di Fortunato Duranti, raccolte nei suoi frequenti spostamenti e riflesso del suo gusto, che l'artista donò al comune a partire dal 1840, offrendo a Montefortino la prima pinacoteca pubblica delle Marche.
Vi sono raccolti dipinti, stampe e disegni, tra i quali il Cristo della Passione, piccolo tondo del Perugino, una Madonna con Bambino tra i Santi Sebastiano e Cosa, trittico del pittore Pietro Alamanno, una Madonna con Bambino di Jacopo del Sellaio, una grande pala d'altare di Pier Francesco Fiorentino, una lunetta del pittore Nicola di Maestro Antonio d'Ancona, numerose tele di Corrado Giaquinto, diverse tele e e monocromi di Cristoforo Unterperger, una Educazione della Vergine di Benedetto Luti, nature morte di Giovanni Spadino e di Cristoforo Munari.
Malgrado la vendita all'asta di circa cento pezzi nel 1930 e i furti subiti, la collezione conta circa centosettanta opere, alle quali si aggiungono disegni dello stesso Duranti.
Il palazzo ospita inoltre il Museo faunistico dei Sibillini, dalla collezione privata di Ignazio Rossi Brunori, che espone le specie dell'Appennino centrale, e il Museo comunale-diocesano di arte sacra, con dipinti, sculture e paramenti sacri provenienti dalle chiese del circondario.

## Tempietto dell'Orologio

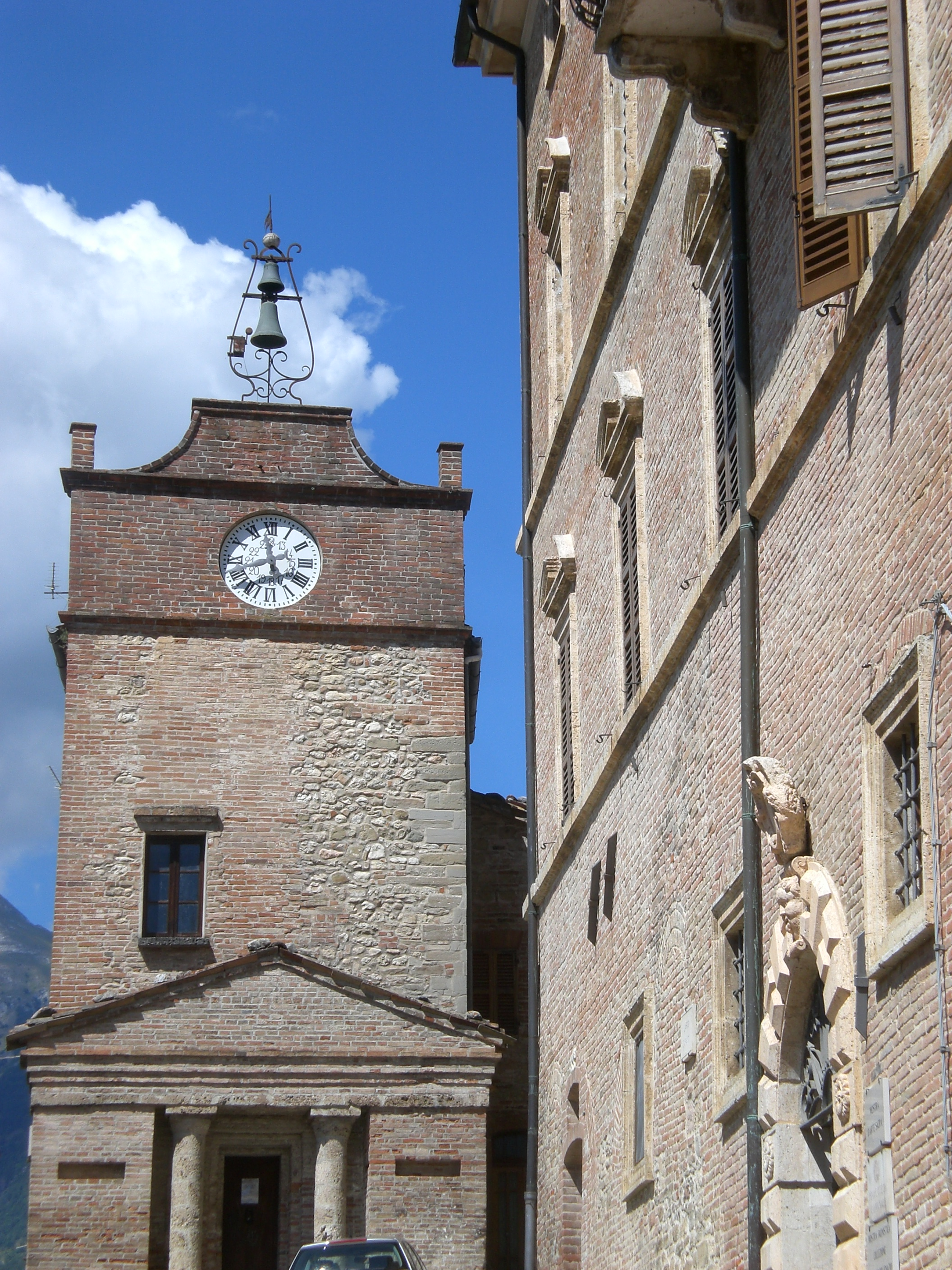
Tempietto dell'orologio, accanto a Palazzo Duranti

Sulla destra di Palazzo Duranti si erge il cosiddetto Tempietto dell'Orologio. Il Comune offrì questo edificio come dimora a Fortunato Duranti nel corso dei suoi ultimi anni, in cambio delle opere d'arte donate dall'artista. Fu proprio Duranti a disegnare la struttura architettonica che attualmente adorna la facciata. Lo spiazzale antistante la Pinacoteca viene spesso denominato "Le colonne", proprio in riferimento ai due pilastri che sorreggono l'architrave dell'ingresso del tempietto.
L'orologio della facciata è rimasto funzionante fino a qualche anno fa, quando è stato disattivato per evitare che i frequenti rintocchi della campana potessero disturbare gli abitanti della zona.